# Toril (kommun)
Toril är en kommun i Spanien.   Den ligger i provinsen Provincia de Cáceres och regionen Extremadura, i den centrala delen av landet, 200 km väster om huvudstaden Madrid. Antalet invånare är 183. Arean är 150 kvadratkilometer.
Terrängen i Toril är platt åt nordost, men åt sydväst är den kuperad.